# Tuebingosaurus
Tuebingosaurus — рід ящеротазових динозаврів, що існував у тріасі (222—209 млн років тому). Його рештки знайдені в Німеччині.

## Історія
Рештки динозавра виявлено у 1922 році у пізньотріасових відкладеннях Троссінгенської формації. Збереглися крижі, таз, п'ять передніх хвостових хребців, чотири шеврони, ліва задня стопа, включаючи четверту плюсневу кістку, перша фаланга першого пальця, другого і третього пальців, права малогомілкова кістка. Рештки зберігаються в палеонтологічній колекції Тюбінгенського університету.
Спочатку він був віднесений до виду Gresslyosaurus plieningeri. Пізніше його вважали зразком Plateosaurus, іноді використовували як еталонні матеріали для філогенетичного аналізу під його назвою. Однак насправді він містить кілька ознак із більш похідними зауроподоморфами, що дозволило назвати його окремим таксоном Tuebingosaurus maierfritzorum у 2022 році. Родова назва Tuebingosaurus вшановує місто Тюбінген, де зберігається голотип. Видова назва maierfritzorum відноситься до Уве Фріца і Вольфганга Маєра. Перший є головним редактором журналу Vertebrate Zoology. Останній був професором еволюційної зоології в Тюбінгені з 1987 по 2007 рік, а у 2022 році в журналі Vertebrate Zoology був опублікований фестшрифт з нагоди його 80-річчя.